# Borivoje Karapandžić
Borivoje Karapandžić (Valjevo, Srbija, Kraljevina SHS, 17.lipnja 1921. - Cleveland, Ohio, SAD, 29. travnja 2011.), bio je pripadnik Srpskog dobrovoljačkog korpusa Dimitrija Ljotića, srbijanski politički emigrant, novinar, povjesničar i publicist.

## Djetinjstvo i mladost
Rođen je 17. lipnja 1921., u Valjevu, u obitelji Milovana i Angline Karapandžić (rođene Bogdanović). U rodnom je mjestu pohađao pučku (osnovnu) školu i realnu gimnaziju, dok je Učiteljsku školu polazio u Šapcu. 

## Drugi svjetski rat
Nakon izbijanja Drugoga svjetskog rata i okupacije Jugoslavije, priključuje se Srpskom dobrovoljačkom korpusu Dimitrija Ljotića, u čijem je sastavu obnašao niz dužnosti od kojih je najznačajnija bila dužnost šefa u odjelu propagande. Zbog napredovanja partizanskih jedinica potpomognutih Crvenom armijom, bježi iz Srbije u NDH, te dalje u Sloveniju i zatim u Italiju. 

## Odlazak u emigraciju
U povlačenju pred Jugoslavenskom armijom zbog završnih operacija za oslobođenje Jugoslavije, tijekom proljeća 1945., povlači u Italiju, gdje se u travnju 1945. Sa svojom grupom predaje Amerikancima, te boravi u talijanskim izbjegličkim logorima do 1946., da bi 1947. otišao na rad u Njemačku.
Iz Njemačke 1950. odlazi brodom za SAD, gdje se nastanjuje u Clevelandu, u državi Ohio, gdje je bio aktivni sudionik srbijanske emigracije u Americi, u kojoj se afirmirao kao novinar, povjesničar i publicist. Srpski narodni savez, dobrotvorna organizacija koja okuplja srpske emigrante u Americi, dodijelila mu je nagradu "Čovek godine" 1986., a priznanje za životno djelo dobio je i od grada Clevelanda 1988., da bo potom 1989. bio izabran za počasnog člana Udruženja književnika Srbije.

## Kočevski rog 1945.
Tijekom 1960-ih, u Clevelandu, u SAD-u, izdao je monografiju u kojoj među prvima spominje tabuizirane događaje sa završetka Drugoga svjetskog rata u Jugoslaviji, kada su u svibnju i lipnju 1945., u Sloveniji, pojedine jedinice Jugoslavenske armije počinile zločine nad pripadnicima zarobljenih vojski i civilima. U monografiji iznosi autentična svjedočanstva preživjelih zarobljenika, Slovenaca, Hrvata i Srba, koje su jedinice Jugoslavenske armije zarobile u Sloveniji, te su u svojim iskazima potvrdili kako su zarobljenike i civile, pojedini pripadnici JA, pljačkali, mučeli i odvodili na strijeljanja. Nekolicina svjedoka iskazala ke kako su bili živi bačeni u jame, ali su uspjeli preživjeti, te su kasnije dospjeli u emigraciju. O navedenim događajima su emigrantska glasila otprije, 1940-ih ,1950-ih, periodično pisala, kako hrvatska (Hrvatski narod, Hrvatska revija, Nova Hrvatska), tako i srpska (Amerikanski srbobran), da bi se tijekom 1960-ih i 1970-ih počele izdavati opsežne monografije.   

## Kraj karijere i smrt
Umro je u devedeset i prvoj godini života, 29. travnja 2011., u Clevelandu, Ohio.

## Djela
- Građanski rat u Srbiji: 1941. – 1945., Nova iskra, Beograd, 1993.
- Jugoslovensko krvavo proleće 1945. : Titovi Katini i Gulazi, Mladost, Beograd, 1990.
- Kočevje : Titov najkrvaviji zločin, (engl.Kočevje: Tito's bloodiest crime), Cleveland, 1965.; 2.izd., Beograd, 1990.
- Ponor i pakao ili komunizam u Crnoj Gori, Cleveland, 1993.